# Kortizon b-reduktaza
Kortizon b-reduktaza (EC 1.3.1.3, 3-okso-Delta4-steroid 5beta-reduktaza, 5beta-reduktaza, androstendionska 5beta-reduktaza, holestenonska 5beta-reduktaza, kortizonska 5beta-reduktaza, kortizonska beta-reduktaza, kortizonska Delta4-5beta-reduktaza, steroidna 5beta-reduktaza, testosteronska 5beta-reduktaza, Delta4-3-ketosteroidna 5beta-reduktaza, Delta4-5beta-reduktaza, Delta4-hidrogenaza, 4,5beta-dihidrokortizon:NADP+ Delta4-oksidoreduktaza, 3-okso-5beta-steroid:NADP+ Delta4-oksidoreduktaza) je enzim sa sistematskim imenom 5beta-holestan-3-on:NADP+ 4,5-oksidoreduktaza. Ovaj enzim katalizuje sledeću hemijsku reakciju
(1) 5beta-holestan-3-on + + {\displaystyle \rightleftharpoons } holest-4-en-3-on + +
(2) 17,21-dihidroksi-5beta-pregnan-3,11,20-trion + NADP+ {\displaystyle \rightleftharpoons } kortizon + NADPH + H+
Ovaj ljudski enzim efikasno katalizuje redukciju progesterona, androstendiona, 17alfa-hidroksiprogesterona i testosteron do 5beta-redukovanih metabolita; on takođe deluje na aldosteron, kortikosteron i kortizol, mada u manjoj meri. Intermedijeri žučne kiseline 7alfa,12alfa-dihidroksi-4-holesten-3-on i 7alfa-hidroksi-4-holesten-3-on takođe mogu da budu supstrat.

## Literatura
- Nicholas C. Price; Lewis Stevens (1999). Fundamentals of Enzymology: The Cell and Molecular Biology of Catalytic Proteins (Third изд.). USA: Oxford University Press. ISBN 019850229X.
- Eric J. Toone (2006). Advances in Enzymology and Related Areas of Molecular Biology, Protein Evolution (Volume 75 изд.). Wiley-Interscience. ISBN 0471205036.
- Branden C; Tooze J. Introduction to Protein Structure. New York, NY: Garland Publishing. ISBN 0-8153-2305-0.
- Irwin H. Segel. Enzyme Kinetics: Behavior and Analysis of Rapid Equilibrium and Steady-State Enzyme Systems (Book 44 изд.). Wiley Classics Library. ISBN 0471303097.

## Spoljašnje veze
- Delta4-3-oxosteroid+5beta-reductase на 